# Vinice (přírodní památka)
Vinice je přírodní památka nedaleko Jinců na Příbramsku ve Středočeském kraji. Byla vyhlášena Okresním úřadem v Příbrami dne 30. dubna 1999. Přírodní památku tvoří zalesněné území o celkové rozloze 42,18 ha. Chráněné území je ve správě Krajského úřadu Středočeského kraje.
Hlavním důvodem ochrany je zachování mezinárodně uznaného stratigrafického profilu, který určuje nejen sled biostratigrafických zón jineckého kambrického souvrství. Je to světově cenná paleontologická lokalita, známá již od druhé poloviny 18. století. Vyskytuje se zde mnoho zkamenělin kambrické mořské fauny, například trilobiti rodu Paradoxides a Hydrocephalus. Území je dále chráněno kvůli výskytu společenstev teplomilných acidofilních doubrav, druhově nasycených dubohabřin a některých chráněných druhů organismů.

## Historie
Doklady o osídlení území Brdské vrchoviny a Hřebenů jsou známy již z pravěku. Za nejvíce významné pravěké sídliště je považován nedaleký vrch Plešivec, kde se našly pozůstatky z mezolitu, neolitu až eneolitu. Údolí řeky Litavky bylo významnou komunikační stezkou umožňující přechod brdské vrchoviny. Rozvoj hutnictví především v 18. století (první zmínka již z roku 1390) měl za následek degradaci místních lesních porostů. Přímo na Vinici se těžilo dřevo, ale i křemence a nejspíš i železná ruda. Klíčové a prostředí nejvíce ohrožující je však dobývání trilobitů a dalších fosilií kambrické fauny.
V 19. století zde působil proslulý geolog a paleontolog Joachim Barrande, který zkoumal unikátní naleziště kambrických zkamenělin. V letech 1806–1852 zde mělo dojít k pokusu pěstovat vinnou révu, odtud pravděpodobně pochází jméno Vinice. Vlivem chudé půdy a nedostatku vláhy se to nepodařilo a nelze přesně určit, kde se vinice nacházela.

## Přírodní poměry

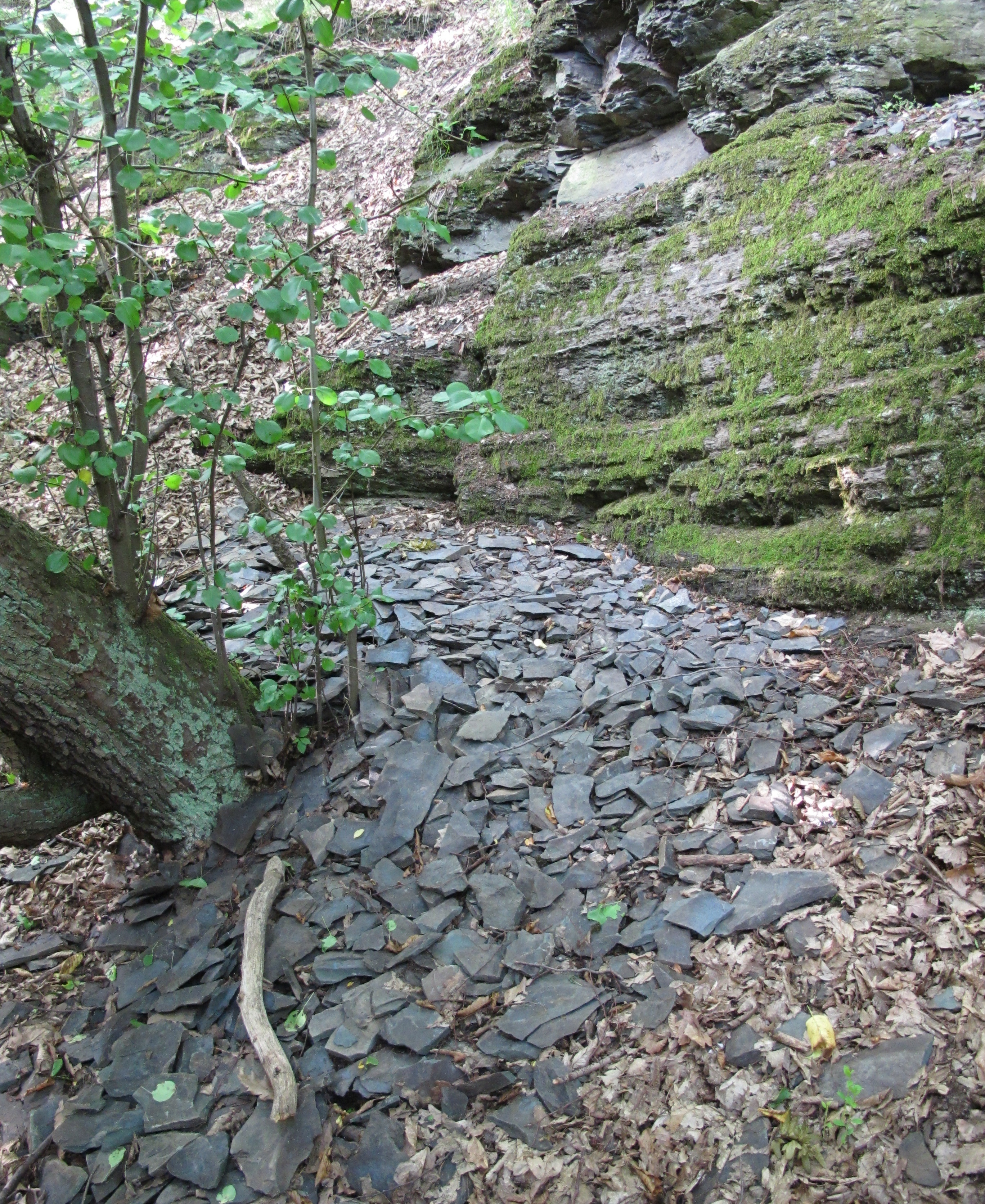
Horniny jineckého souvrství

Přírodní památka Vinice se nachází na jihozápadně orientovaném skalnatém svahu na pravém břehu říčky Litavky nedaleko jineckého nádraží. Dle katastrálního úřadu spadá pod obce Běřín, částečně také pod Jince a Čenkov u Příbramě. Rozprostírá se v nadmořské výšce 372–506 metrů. Územím prochází 17,3 km dlouhá naučná stezka Z Jinec na Olymp Brd.
Výchozy tzv. jineckého souvrství jsou tvořeny sedimentárními horninami z období středního kambria, kdy tato oblast byla zatopena mořem. Mezi nejstarší vrstvy náleží žlutošedé a hnědavé prachovce a pískovce, dále jsou to zelenošedé a zelenavé tvrdé drobové břidlice. Nalezneme zde i ordovické tufy a velice tvrdé křemence. Půda je zde chudá na živiny a poměrně mělká.

### Paleontologie
V sedimentárních horninách se nachází mnoho druhů zkamenělých živočichů z období před zhruba 520 miliony lety.

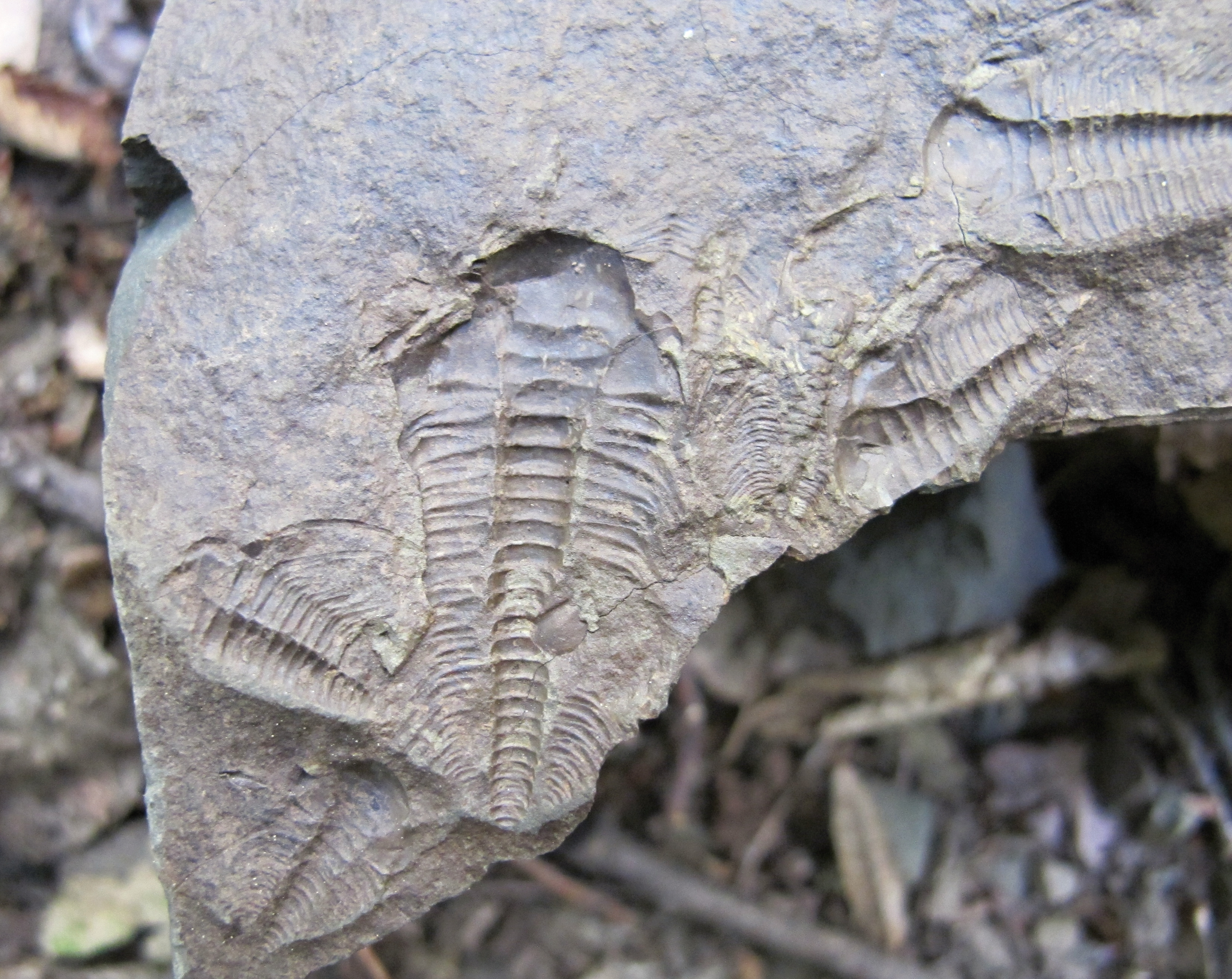
Otisky zkamenělých trilobitů

Tehdy mohli živočichové přežívat pouze ve vodním prostředí. Z tehdejšího mořského ekosystému se zde zachovaly desítky různých druhů zkamenělých trilobitů, dvoumiskových korýšů, ostnokožců, ramenonožců, měkkýšů, ale i pralilijic a hyolitů. V otiscích na kamenech lze najít primitivní řasy. V nejstarších a tudíž nejspodnějších vrstvách jsou ukryty prachovce a pískovce se vzácnou faunou brachiopodů Westonia fatkai a trilobitů Elipsocephallus, Ornamentaspis, Conocoryphe. Další vrstvy oplývají výskytem trilobita Eccaparadoxides pusillus, Conocoryphe atlanta, Jincella prantli, Acadoparadoxides sirokyi, Conokephalina emmrichi, Dawsonia bohemica, agnostidní trilobiti Peronopsis cuneifera, Onymagnostus hybridus, brachiopodi Westonia bohemica. Nejtypičtější trilobiti jineckého souvrství jsou Paradoxides gracilis a  Hydrocephalus minor.
Horní vrstva sedimentů s vůdčími trilobity Paradoxides lyelli a Elipsocephallus hoffi není na Vinici dostatečně odkryta.

### Flóra
Oblast, kde se PP Vinice nachází je suchá a teplá. Patří do mezofytika, ale díky výskytu teplomilných rostlin lze údolí Litavky nazvat jako lokální termofytikum. Na nejstrmějších, skalnatých místech je xerické bezlesí, kde roste chrpa chlumní (Centaurea triumfettii) (C3 – ohrožený taxon Červeného seznamu), bělozářka větevnatá (Anthericum ramosum), bělozářka liliovitá (Anthericum liliago) (C3 – ohrožený taxon Červeného seznamu), svízel sivý (Galium glaucum) či koniklec luční český (Pulsatilla pratensis subsp. bohemica).
Nejčastěji zde najdeme druhově velmi chudé bikové acidofilní doubravy as. Luzulo albae-Quercetum s podrostem kostřavy luční (Festuca ovina), ty přecházejí do dubohabřin (Melampyro-Carpinetum subas. luzuletosum). V nich nalezneme více druhů jako například žindavu evropskou (Sanicula europaea), hrachor jarní (Lathyrus vernus), jaterník podléška (Hepatica nobilis), ale třeba i lilii zlatohlavou (Lilium martagon) (C4 – vzácnější taxon Červeného seznamu). V příkřejší stráni jsou habřiny s rozšířeným ptačincem velkokvětým (Stellaria holostea). Z kapradin se tu běžně vyskytuje sleziník severní (Asplenium septentrionale) a osladič obecný (Polypodium vulgare).
Mezi další zde rostoucí ohrožené rostliny patří jedle bělokorá (Abies alba) (C4 – vzácnější taxon Červeného seznamu), jeřáb břek (Sorbus torminalis) (C4 – vzácnější taxon Červeného seznamu) a jetel alpínský (Trifolium alpestre) (C4 – vzácnější taxon Červeného seznamu).
Povodněmi sem byla zavlečena invazní netýkavka žláznatá Impatiens glandulifera.

### Fauna
Jsou doklady z minulosti, že se zde vyskytoval kriticky ohrožený druh plcha zahradního (Eliomys quercinus). V povodí Litavky se objevuje i vydra říční (Lutra lutra). Dále zde žijí typičtí živočichové jako srnec obecný (Capreolus capreolus), zajíc polní (Lepus europaeus), veverka obecná (Sciurus vulgaris) a prase divoké (Sus scrofa). Z bezobratlých můžeme jmenovat chrobáka lesního (Anoplotrupes stercorosus) či invazivní slunéčko východní (Harmonia axyridis).

## Ochrana a péče
Toto území je chráněno především kvůli nenahraditelnosti místního stratigrafického profilu, který je ohrožován živelnou a nelegální těžbou trilobitů. Významné jsou i paleontologické nálezy pro jejich vědecké zkoumání. Ochranáři považují za vhodné legislativně zakázat prodej zkamenělin z jineckého souvrství a zkoordinovat spolupráci s kriminální policií. Tyto zásahy amatérských sběračů ohrožují také flóru Vinice. Co se týče lesního porostu, většina oblastí se nechává bez zásahů, ve zbylých částech probíhá selektivní těžba borovice lesní (Pinus sylvatica), smrku ztepilého (Picea abies) či invazního trnovníku akátu (Robinia pseudoacacia). Na některých místech je třeba prosvětlit křoviny z důvodu podpory xerotermní vegetace.